# Petro Samutin
Petro Zotowycz Samutin, ukr. Петро Зотович Самутін, pol. Piotr Samutin (ur. 20 lipca?/1 sierpnia 1889 na Połtawszczyźnie w Imperium Rosyjskim, zm. 14 września 1982 w Baltimore) – ukraiński wojskowy (generał chorąży), oficer kontraktowy WP (major dyplomowany), emigracyjny publicysta i działacz kombatancki.

## Życiorys
Uczył się w szkole średniej w Kijowie. W 1916 r. ukończył 2 szkołę młodszych oficerów w Kijowie. Brał udział w I wojnie światowej w szeregach armii rosyjskiej. Służył w 15 szlisselburskim pułku piechoty. W poł. 1917 r. został wybrany delegatem na 2 i 3 wszechukraiński zjazd wojskowych.
W okresie hetmanatu w 1918 r. ukończył instruktorską szkołę wojskową. Służył w 2 wołyńskim pułku piechoty, a następnie 28 starodubskim pułku piechoty. W późniejszym okresie był wysokim oficerem Armii Czynnej Ukraińskiej Republiki Ludowej. Początkowo zajmował funkcję zastępcy dowódcy jednego z pułków piechoty, potem dowódcy kurenia. Walczył z wojskami bolszewickimi i białych. Zimą 1920 r. w Brześciu współuczestniczył w formowaniu 6 Dywizji Piechoty gen. Marko Bezruczki. Objął w niej dowództwo sotni, następnie został komendantem sztabu dywizji. Uczestniczył w polskiej ofensywie na Kijów, odwrocie polskich wojsk, a następnie obronie Zamościa.
Wraz z żołnierzami dywizji został internowany w Polsce. Przebywał w obozach w Aleksandrowie Kujawskim, a potem Szczypiornie. Od 1928 r. służył w WP jako oficer kontraktowy. W 1933 r. ukończył Wyższą Szkołę Wojenną w Warszawie, uzyskując stopień majora dyplomowanego. Służył w 13 pułku piechoty. Brał udział w wojnie obronnej 1939 r. Według części źródeł od 1942 r. był współpracownikiem Sonderstab „R” płk. Borisa A. Smysłowskiego. Po zakończeniu II wojny światowej wyjechał do USA, gdzie działał w ukraińskich organizacjach kombatanckich. Był autorem licznych artykułów historycznych dotyczących walki Ukraińców o niepodległość. Rząd URL na wychodźstwie awansował go do stopnia generała chorążego.